# 薩埵峠の戦い (南北朝時代)
薩埵峠の戦い（さったとうげのたたかい、薩埵山の戦いともいう）は、南北朝時代の正平6年/観応2年12月（1352年1月）、駿河国の由比（静岡県静岡市清水区）・内房（静岡県富士宮市）一帯において、足利尊氏の軍勢と足利直義の軍勢とで行われた合戦である。戦の行われた場所から桜野の戦いともいう。

## 本戦までの動き
観応の擾乱により、北朝は足利尊氏派と足利直義派に分裂した。対立する両者は正平6年/観応2年（1351年）9月24日、興福寺（滋賀県長浜市錦織町）にて会見するも和談が成立せず、対立の色は濃くなっていた。そこで直義は桃井直常・斯波高経・山名時氏・吉良満義らをはじめ自派の武将を伴って京都を脱出し、北陸・信濃を経て鎌倉へ至る。一方尊氏は10月24日南朝に降り、直義追討の綸旨を受けた（正平一統）。
11月4日、尊氏は直義を討つため京都を発った（『太平記』）。11月23日、尊氏方の今川範氏のもとに直義方の上杉能憲が駿河に攻め入るという情報が入り、範氏は伊達景宗らを率いて陣を張った。12月11日に由比・蒲原で戦となり、今川範氏・小笠原政長らが上杉能憲勢を破り尊氏方の勝利で収まった。
尊氏は11月26日に掛川に到着、12月3日に手越宿に到着した。尊氏は12月13日に由比越で待つ今川範氏と合流すると、由比越より移動し桜野（由比越の北に位置する）に本陣を張った。『太平記』には「十一月晦日駿河薩埵山に打上り」とあるが、この記述は『駿河伊達氏文書』等より場所と日時が誤りであることが判明しており、実際は12月13日のことである。また『足利尊氏御判御教書』にも「由比山（注:浜石岳周辺のこと）に於いて陣を取り畢わんぬ」とあり、尊氏が薩埵山に本陣を置いたり同山にて交戦したということは無かった。

## 本戦
『太平記』によると、尊氏方として仁木頼章・仁木義長・畠山国清（と兄弟）・今川範国・今川貞世・武田信武・千葉氏胤・長井兄弟・二階堂行朝等が参じ、計3,000騎であったという。また尊氏は宇都宮氏綱を待つという段階であった。この知らせを聞いた直義は尊氏との合流を目指す宇都宮氏綱を討つべく桃井直常・長尾景忠 （左衛門尉）ら計一万騎を差し向かわせた。直義自らも十万の兵を率いて鎌倉を発ったとある。直義方として上杉憲顕が由比・蒲原へ向かい、石塔義房・石塔頼房らが内房（静岡県富士宮市）へ向かい、それぞれ憲顕は十万騎、石塔親子は十万騎という規模であった。このように『太平記』には過大な兵数が記されている。宇都宮氏綱勢は駿河国外で緒戦を繰り返す中で尊氏本陣を目指し、後詰めとして駿河国に入った。以上が『太平記』に記される内容である。
由比越に本陣を置いた尊氏は、先の由比・蒲原での戦いで戦功のあった小笠原政長に桜野近くの内房に来るよう命じた。両陣営は12月27・28日に衝突した。27日、石塔義房・石塔頼房父子が尊氏勢に攻め入り、伊達景宗と交戦となった。これら緒戦の結果尊氏方の勝利に終わり、また29日には直義の別働隊をも破った（『太平記』）。正平7年/観応3年（1352年）1月5日に尊氏は鎌倉に入り、直義は降伏した。この後、直義は浄妙寺 (鎌倉市)境内の延福寺（塔頭？）に幽閉され、2月26日に急死した。『太平記』は尊氏による毒殺であると記している。